# Porsche Panamera
De Porsche Panamera is een model van de Duitse sportwagenfabrikant Porsche dat vanaf het einde van de zomer 2009 te koop is. De tweede generatie verscheen in 2016. De Porsche Panamera wordt geproduceerd in de fabriek in Leipzig.

## Eerste generatie (2009-2016)

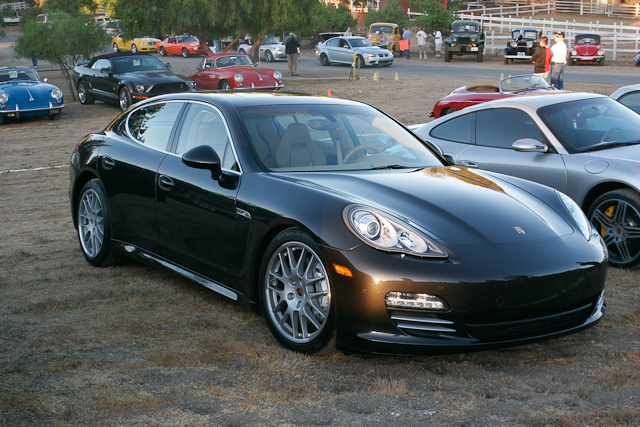

De eerste generatie Panamera (interne benaming 970)  is op 22 november 2008 onthuld na jaren van teasers en spyshots op de diverse autofora, tijdschriften en websites.
De auto is in feite een vijfdeurs hatchback met een lengte van 4,97 meter. Bij de introductie werden twee motoropties beschikbaar: de S met V6 en de Turbo met V8 turbo. Later kwamen daar de normale Panamera, de GTS, de Turbo S en zelfs de Diesel bij. Het vermogen varieert tussen de 300 en 550 pk. Vanaf de GTS zijn vierwielaandrijving en PDK-transmissie standaard, voor de mindere modellen is dat vaak optioneel.
In 2013 werd de Panamera gefacelift. Hierbij kreeg de (4)S voortaan geen V8 mee, maar een turbo V6. Alle motoren stegen in vermogen en hadden voortaan een automaat.
Met de komst van de Panamera leek de onderneming een trend af te geven op het gebied van auto's produceren buiten het gewoonlijke marktsegment om, immers de Porsche Cayenne zorgde bij zijn komst in de markt ook voor wat opschudding.

### Gegevens
| Type                | Motor         | Vermogen | Koppel | Aandrijving           | Overbrenging      | Gewicht | 0–100 km/u | Topsnelheid | Jaartal      |
| ------------------- | ------------- | -------- | ------ | --------------------- | ----------------- | ------- | ---------- | ----------- | ------------ |
| Panamera Diesel     | 3.0 V6T       | 250 pk   | 550 Nm | achterwielaandrijving | 7-traps PDK       | 1880 kg | 6,8 s      | 242 km/h    | 2011 - 2013  |
| Panamera Diesel     | 3.0 V6T       | 250 pk   | 550 Nm | achterwielaandrijving | 8-traps Tiptronic | 1880 kg | 6,8 s      | 244 km/u    | 2013 - 2014  |
| Panamera Diesel     | 3.0 V6T       | 300 pk   | 650 Nm | achterwielaandrijving | 8-traps Tiptronic | 1900 kg | 6,0 s      | 259 km/u    | 2014 - 2015  |
| Panamera            | 3.6 V6        | 299 pk   | 400 Nm | achterwielaandrijving | 6-bak             | 1730 kg | 6,8 s      | 261 km/u    | 2011 - 2012  |
| Panamera            | 3.6 V6        | 299 pk   | 400 Nm | achterwielaandrijving | 7-traps PDK       | 1760 kg | 6,3 s      | 259 km/u    | 2011 - 2013  |
| Panamera            | 3.6 V6        | 310 pk   | 400 Nm | achterwielaandrijving | 7-traps PDK       | 1770 kg | 6,3 s      | 259 km/u    | 2013 - 2016  |
| Panamera 4          | 3.6 V6        | 299 pk   | 400 Nm | vierwielaandrijving   | 7-traps PDK       | 1820 kg | 6,1 s      | 257 km/u    | 2011 - 2013  |
| Panamera 4          | 3.6 V6        | 310 pk   | 400 Nm | vierwielaandrijving   | 7-traps PDK       | 1820 kg | 6,1 s      | 257 km/u    | 2013 - heden |
| Panamera S          | 4.8 V8        | 400 pk   | 500 Nm | achterwielaandrijving | 6-bak             | 1745 kg | 5,6 s      | 285 km/u    | 2009 - 2012  |
| Panamera S          | 4.8 V8        | 400 pk   | 500 Nm | achterwielaandrijving | 7-traps PDK       | 1775 kg | 5,4 s      | 283 km/u    | 2009 - 2013  |
| Panamera S          | 3.0 V6T       | 420 pk   | 520 Nm | achterwielaandrijving | 7-traps PDK       | 1810 kg | 5,1 s      | 287 km/u    | 2013 - 2016  |
| Panamera 4S         | 4.8 V8        | 400 pk   | 500 Nm | vierwielaandrijving   | 7-traps PDK       | 1835 kg | 5,0 s      | 282 km/u    | 2009 - 2013  |
| Panamera 4S         | 3.0 V6T       | 420 pk   | 520 Nm | vierwielaandrijving   | 7-traps PDK       | 1870 kg | 4,8 s      | 286 km/u    | 2013 - 2016  |
| Panamera S Hybrid   | 3.0 V6T +elec | 380 pk   | 580 Nm | achterwielaandrijving | 8-traps Tiptronic | 1955 kg | 6,0 s      | 270 km/u    | 2011 - 2013  |
| Panamera S E-Hybrid | 3.0 V6T +elec | 416 pk   | 590 Nm | achterwielaandrijving | 8-traps Tiptronic | 2095 kg | 5,5 s      | 270 km/u    | 2013 - 2016  |
| Panamera GTS        | 4.8 V8        | 430 pk   | 520 Nm | vierwielaandrijving   | 7-traps PDK       | 1895 kg | 4,5 s      | 288 km/u    | 2012 - 2013  |
| Panamera GTS        | 4.8 V8        | 440 pk   | 520 Nm | vierwielaandrijving   | 7-traps PDK       | 1895 kg | 4,4 s      | 288 km/u    | 2013 - 2016  |
| Panamera Turbo      | 4.8 V8T       | 500 pk   | 700 Nm | vierwielaandrijving   | 7-traps PDK       | 1945 kg | 4,2 s      | 303 km/u    | 2009 - 2013  |
| Panamera Turbo      | 4.8 V8T       | 520 pk   | 700 Nm | vierwielaandrijving   | 7-traps PDK       | 1970 kg | 4,1 s      | 305 km/u    | 2013 - 2016  |
| Panamera Turbo S    | 4.8 V8T       | 550 pk   | 750 Nm | vierwielaandrijving   | 7-traps PDK       | 1945 kg | 3,8 s      | 306 km/u    | 2011 - 2013  |
| Panamera Turbo S    | 4.8 V8T       | 570 pk   | 750 Nm | vierwielaandrijving   | 7-traps PDK       | 1970 kg | 3,8 s      | 310 km/u    | 2013 - 2016  |

## Tweede generatie (2016+)

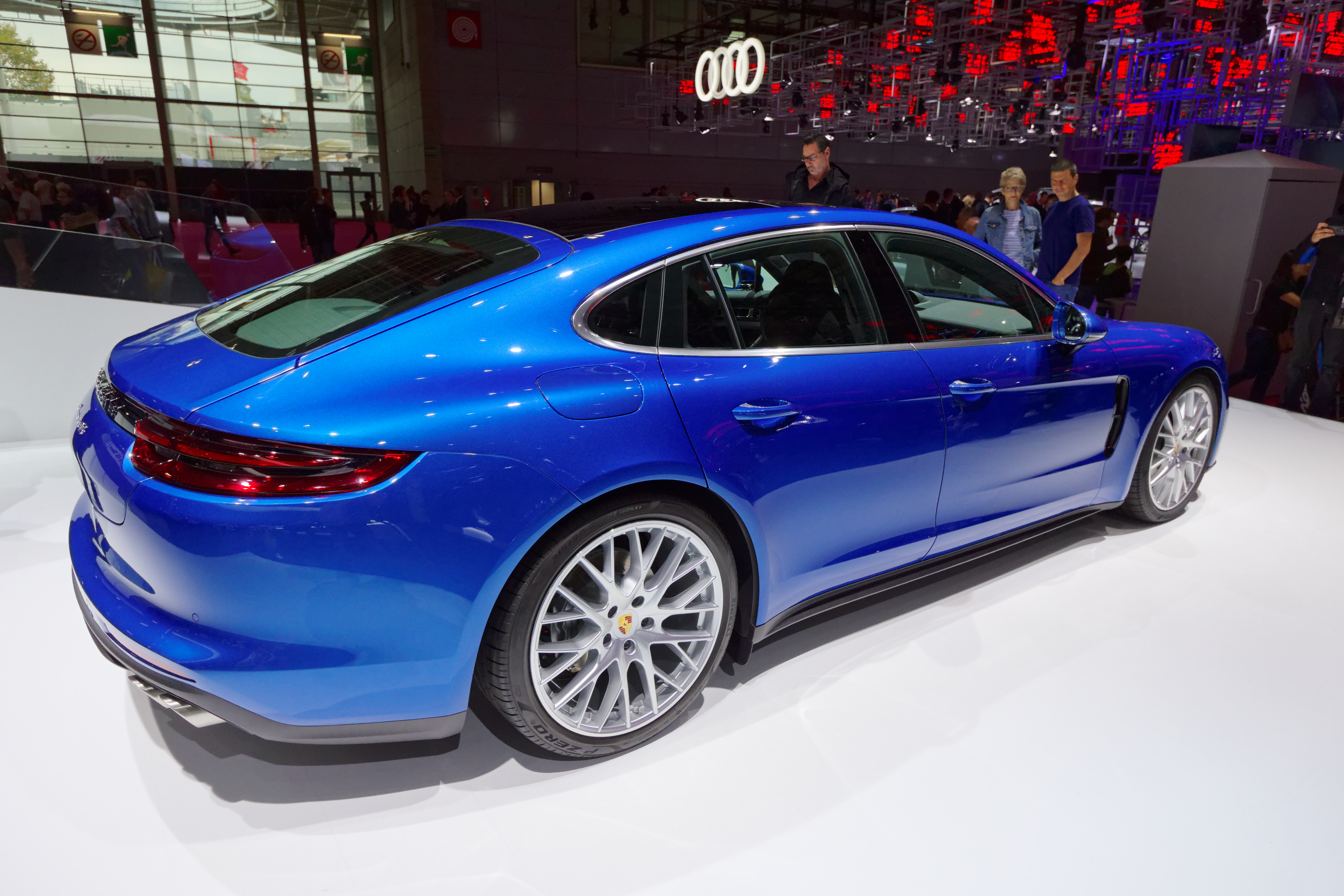

De tweede generatie Panamera (interne benaming 971) werd onthuld op 28 juni 2016 in Berlijn. De auto is 35 mm langer, 5 mm breder en 5 mm hoger dan de eerste generatie Panamera, met een 30 mm langere wielbasis. Er kwamen nieuwe motoren; de S heeft voortaan een nieuwe 2,9 V6 benzinemotor met twee turbo's. De diesel heeft voortaan een 4,0 liter V8, welke drie compressors heeft: twee normale turbo's en een elektrische compressor. Het topmodel is de Turbo S-E hybrid, met een hybride aandrijflijn die 136 pk levert gecombineerd met een 4.0 liter benzine V8 die 550 pk levert, een totaal vermogen van 680 pk en 850 Nm koppel. Verder is de tweede generatie Panamera enkel nog met automaat te krijgen, wat na de facelift ook al bij zijn voorganger het geval was.
In 2017 werd de Porsche-familie uitgebreid met de Panamera Sport Turismo. Dit is een stationwagen gebaseerd op de Panamera. Hij komt met dezelfde motoren beschikbaar.
| Type                   | H       | B       | L       | Motoriseringen |  |
| ---------------------- | ------- | ------- | ------- | --- |  |
| Panamera Sedan         | 1427 mm | 1937 mm | 5049 mm | Panamera, Panamera 4, Panamera 4 E-Hybrid, Panamera 4S, Panamera 4S E-Hybrid, Panamera GTS, Panamera Turbo, Panamera Turbo S, Panamera Turbo S E-Hybrid |  |
| Panamera Sport Turismo | 1432 mm | 1937 mm | 5049 mm | Panamera 4, Panamera 4 E-Hybrid, Panamera 4S, Panamera 4S E-Hybrid, Panamera GTS, Panamera Turbo, Panamera Turbo S, Panamera Turbo S E-Hybrid           |  |
| Panamera Executive     | 1432 mm | 1937 mm | 5199 mm | Panamera 4, Panamera 4 E-Hybrid, Panamera 4S, Panamera 4S E-Hybrid, Panamera Turbo S, Panamera Turbo S E-Hybrid                                         |  |

### Gegevens
| Type                      | Motor         | Vermogen | Koppel | Aandrijving           | Overbrenging | Gewicht | 0–100 km/u | Topsnelheid | Jaartal      |
| ------------------------- | ------------- | -------- | ------ | --------------------- | ------------ | ------- | ---------- | ----------- | ------------ |
| Panamera 4S Diesel        | 4.0 V8T       | 422 pk   | 850 Nm | vierwielaandrijving   | 8-traps PDK  | 2025 kg | 4,5 s      | 285 km/h    | 2016 - 2018  |
| Panamera                  | 3.0 V6T       | 330 pk   | 340 Nm | achterwielaandrijving | 8-traps PDK  | 1790 kg | 5,6 s      | 264 km/u    | 2017 - heden |
| Panamera 4                | 3.0 V6T       | 330 pk   | 340 Nm | vierwielaandrijving   | 8-traps PDK  | 1825 kg | 5,3 s      | 262 km/u    | 2017 - heden |
| Panamera 4 E-Hybrid       | 3.0 V6T +elec | 462 pk   | 700 Nm | vierwielaandrijving   | 8-traps PDK  | 2145 kg | 4,4 s      | 278 km/u    | 2016 - heden |
| Panamera 4S               | 2.9 V6T       | 440 pk   | 550 Nm | vierwielaandrijving   | 8-traps PDK  | 1845 kg | 4,3 s      | 289 km/u    | 2016 - heden |
| Panamera 4S E-Hybrid      | 2.9 V6T +elec | 560 pk   | 750 Nm | vierwielaandrijving   | 8-traps PDK  | 2225 kg | 3,7 s      | 298 km/u    | 2020 - heden |
| Panamera GTS              | 4.0 V8T       | 460 pk   | 620 Nm | vierwielaandrijving   | 8-traps PDK  | 1970 kg | 3,9 s      | 292 km/u    | 2016 - heden |
| Panamera Turbo            | 4.0 V8T       | 550 pk   | 770 Nm | vierwielaandrijving   | 8-traps PDK  | 1970 kg | 3,8 s      | 306 km/u    | 2016 - heden |
| Panamera Turbo S          | 4.0 V8T       | 630 pk   | 820 Nm | vierwielaandrijving   | 8-traps PDK  | 2080 kg | 3,1 s      | 315 km/u    | 2020 - heden |
| Panamera Turbo S E-Hybrid | 4,0 V8T +elec | 680 pk   | 850 Nm | vierwielaandrijving   | 8-traps PDK  | 2285 kg | 3,2 s      | 310 km/u    | 2017 - 2020  |
| Panamera Turbo S E-Hybrid | 4,0 V8T +elec | 700 pk   | 870 Nm | vierwielaandrijving   | 8-traps PDK  | 2350 kg | 3,2 s      | 315 km/u    | 2020 - heden |